# 哈默斯巴赫
哈默斯巴赫是德国黑森州的一个市镇。总面积20.14平方公里，总人口4761人，其中男性2370人，女性2391人（2011年12月31日），人口密度236人/平方公里。